# MotionElements
MotionElements 是一個提供免版稅影音素材的網路平台，授權的素材有影片素材、背景音樂素材、Adobe After Effects 模板、Apple Motion 模板以及動態GIF。
MotionElements 創建於2010年，由Mark Sun, Joanne Chua, Sean Quek共同創立。Mark與Joanne原為影片後製公司的經營者，在經營過程中發現當時並無影音素材網站專注於亞洲公司的需求，使他們尋找適合的亞洲影片素材時感到困難，兩人便與Sean合資創立了以亞洲需求為主軸的影音素材平台，搜集各式亞洲風格素材，以及研發搜尋技術減少跨語言搜尋的隔閡。在2015年8月開始的第一輪募資中，獲得了KK Fund、Incubate Fund、500 Startups等基金領投，MotionElements以該筆資金，先後在日本以及台灣設立營運據點。
MotionElements在2014年7月獲頒2014年度新加坡中小型500強企業「最具潛質」獎 (Promising SME 500 Campaign’s most honoured Business Luminaries)，隨後在同年11月的東京2014年度電子情報技術産業協會(InterBEE)正式推出視覺搜尋(VisualSearch)，同時與SoftLayer進行雲端基礎設施的合作。2016年11月同樣在InterBEE上，推出VR 360度影片及照片，並與Sankei Shimbun在DroneTimes網站進行合作，提供使用者販賣空拍影片的平台。

## 外部連結
- （繁體中文）（简体中文）（英文）（日語） MotionElements（页面存档备份，存于）